# Vegetación litoral
La vegetación litoral es la vegetación propia de la zona de transición entre un medio acuático y un medio terrestre. Debido a lo amplio de la definición de la zona, la vegetación es sumamente variada, ya que existen litorales marítimos, lacustres y de ríos. Por otra parte estos litorales se pueden encontrar en diversas latitudes de la Tierra y en presencia de una gran variedad de climas, desde tropicales, templados, subtropicales, fríos, de altura, continentales  hasta antárticos; y condiciones meteorológicas tales como vientos, ventiscas, huracanes.
Aquí se desarrollan una gran variedad de plantas, llamadas macrófitas acuáticas, entre las mismas se cuentan especies de plantas de pantano y plantas acuáticas propiamente dichas.

## Litorales marítimos
En los litorales marítimos, se pueden distinguir varias zonas, como ser: intermareas, playas, acantilados, y la franja de tierra en proximidades inmediata de las playas, y en cada una de ella existirán especies de plantas propias especialmente adaptadas a las condiciones prevalecientes y nutrientes disponibles. Las plantas de los litorales marítimos están adaptadas a la elevada salinidad, para ellos algunas denominadas suculentas son carnosas, almacenando gran cantidad de agua para equilibrar la concentración de sales, otras por su parte han desarrollado glándulas con las cuales excretan la sal que han absorbido por sus raíces. Además, los fuertes vientos hacen que las plantas tengan un porte pequeño, en algunos casos rastrero, para evitar ser dañadas.

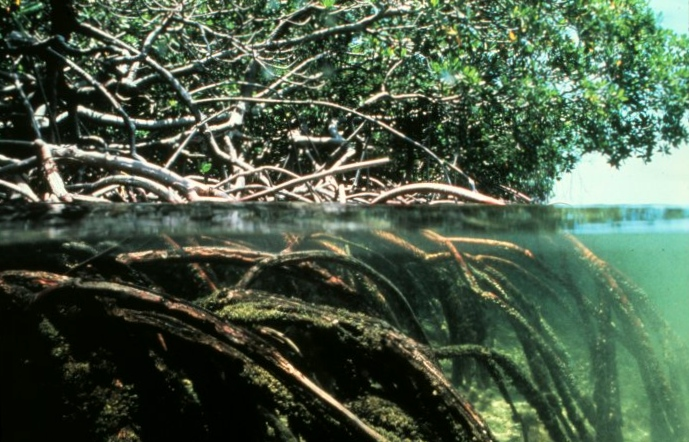
Aspecto de un manglar en la zona intermareas en la costa de Bangladés.

La zona intermareas, es la zona de la costa que se ve sujeta a las condiciones cambiantes que imponen las mareas, con sus ciclos de baja y pleamar. Según el terreno puede haber fondos arenosos o rocosos, estos últimos pueden ser lisos o estar conformados de manera irregular con cavidades que pueden alojar agua durante los periodos de bajamar. En esta zona es posible encontrar algas de diversos tipos y tonalidades, también se pueden desarrollar manglares en climas tropicales o subtropicales. 

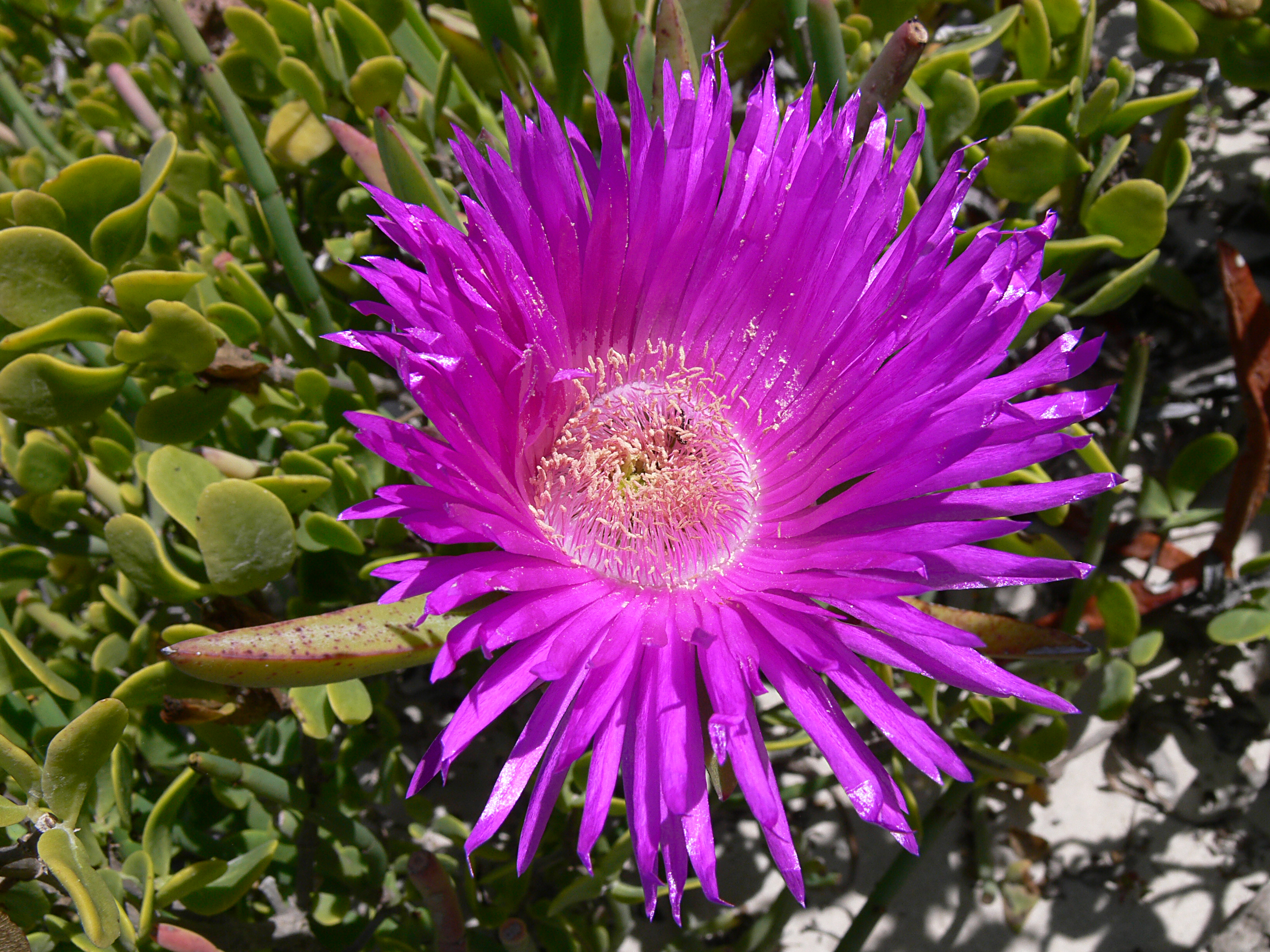
Carpobrotus acinaciformis ejemplo de planta suculenta adaptada a zona de dunas.

La zona de playas, es por lo general una zona de arenas y conchillas. En ella crecen diversas plantas que se encuentran adaptadas a condiciones  extremas de temperatura, insolación, viento, y salinidad del suelo. Por lo general son plantas rastreras, con hojas pequeñas o espinas, se caracterizan por floraciones abundantes; también se observan pastos y plantas crasas.
La zona de acantilados. Dependiendo de la geografía del litoral puede haber acantilados, en los cuales crecen plantas que se han adaptado al escaso suelo disponible, y a los vientos y tormentas que por lo general se observan en zonas costeras.